# SVDDEN DEATH
Danny Howland (Estados Unidos, 29 de junio de 1993), más conocido por el nombre artístico Svdden Death (a menudo llamado SVDDEN DEATH) es un compositor y DJ estadounidense de música electrónica con sede en Los Ángeles, Estados Unidos.

## Primeros años
Danny Howland es originario del Área de la Bahía (Área de la Bahía de San Francisco). Su madre era profesora y su padre, ingeniero de software. Se interesó por la música desde una edad temprana, experimentando con muchos géneros, como el jazz, el metal y luego la electrónica.

## Carrera

### 2015-2017: "Prismático" y Rott N' Corro Pt. 1: Remixed
Howland comenzó a producir música en la computadora cuando estaba en la escuela secundaria, utilizando el software Ableton. Rápidamente se apasiona por eso. Empieza a producir electro house, luego hip-hop y luego big room, pero rápidamente se desvía hacia el dubstep. En marzo de 2015, se vuelve activo bajo el seudónimo de Svdden Death (que significa "muerte súbita" en inglés). Está inspirado en la banda de Heavy metal Sudden Death y una película homónima, reemplazando la U por una V para destacar. El sello Never Say Die fue su mayor inspiración cuando comenzó a producir dubstep, y fue con este último que lanzó su primer EP Spelljam.
Ha realizado colaboraciones con artistas reconocidos del panorama de la música electrónica (y no solo del dubstep) cómo Borgore o Marshmello han aumentado enormemente su popularidad.

### Estilo de música - presente
Como la mayoría de los productores de riddim y dubstep, su estilo musical es bastante minimalista y contundente, pero la peculiaridad de su bajo metálico y agresivo lo distingue de otros productores. Su mezcla contrastante entre viejos sintetizadores y sonidos épicos hace que el artista sea aún más original. Está muy inspirado en la música de videojuegos particularmente antiguos, como Mortal Kombat. Utiliza Ableton pero también Reason para producir su música.

## Discografía

### Singles, álbumes y EP
- 2017, Buygore Records: Eclipse.[5]
- 2017, Buygore Records: Ejecución.[6]
- 2017, Never Say Die: Black Label: Prismatic.[7]
- 2017, Never Say Die: Black Label: Spelljam EP (con Somnium Sound).
- 2017, Bassweight Records: Yokai.[8]
- 2017: Take Ya Head Off.[9]
- 2017, Never Say Die: Black Label: Welcome to Heck.[10]
- 2017, Savage Society Records: Shut 'Em Down.[11]
- 2017, Never Say Die: Black Label: Dr. Boy Ball.[12]
- 2017, Never Say Die Records: Rock Like This.
- 2017, Bite This! : Take Ya Head Off VIP.
- 2018, Buygore Records: Angel Style.
- 2018, Buygore Records: Svddengore.
- 2018, Never Say Die Records: Junkworld EP.
- 2018, Bassrush Records: BZZRK (single con AFK).
- 2018: VOYD Vol. I (álbum con MVRDA y SampliFire).
- 2018, Bassrush Records: BZZRK Remixes (álbum con AFK, AOWL, Jkyl & Hyde, Kotori, UBUR y ohi2u).
- 2019: Savceboys (single con Oolacile y UBUR).
- 2019, Joytime Collective: Sell Out (single con Marshmello).
- 2019: Ichor (single con Ace Savage).
- 2019: VOYD Vol. 1.5 (álbum con Aweminus, Somnium Sound, MUST DIE! Y Yakz).
- 2020: UTAH (single).
- 2020, Joytime Collective: Crusade (single con Marshmello).
- 2022: VOYD Vol. 2  (álbum).
- 2024: Harbinger  (álbum).
- 2024, Joytime Collective: MELLODEATH Tapes Volume 1 (EP con Marshmello).

### Remixes
- 2017, Never Say Die Records: Zomboy - Biterz (SVDDEN DEATH Remix).
- 2018, SLUGZ Music: Snails - Smack Up feat. Foreign Beggars (Svdden Death Remix).
- 2018, Joytime Collective: Marshmello - Happier feat. Bastille (Svdden Death Remix).
- 2019, Never Say Die Records: Space Laces & Getter - Choppaz (SVDDEN DEATH Remix).[13]